# Lokireg
Lokireg (en bretó Lokireg, en francès Locquirec) és un municipi francès situat al departament de Finisterre i a la regió de Bretanya. L'any 2006 tenia 1.405 habitants.

## Demografia
| 1962                                       | 1968 | 1975  | 1982  | 1990  | 1999  |
| ------------------------------------------ | ---- | ----- | ----- | ----- | ----- |
| 972                                        | 965  | 1.035 | 1.059 | 1.226 | 1.293 |
| Des de 1962: població sense dobles comptes |      |       |       |       |       |

## Administració
| Període | Identitat          | Partit       |
| ------- | ------------------ | ------------ |
| 2001-   | Gwénolé Guyomarc'h | Partit Bretó |

## Personatges il·lustres
- Fañch al Lae, escriptor en bretó